# St.-Jürgen-Kirche (Starkow)

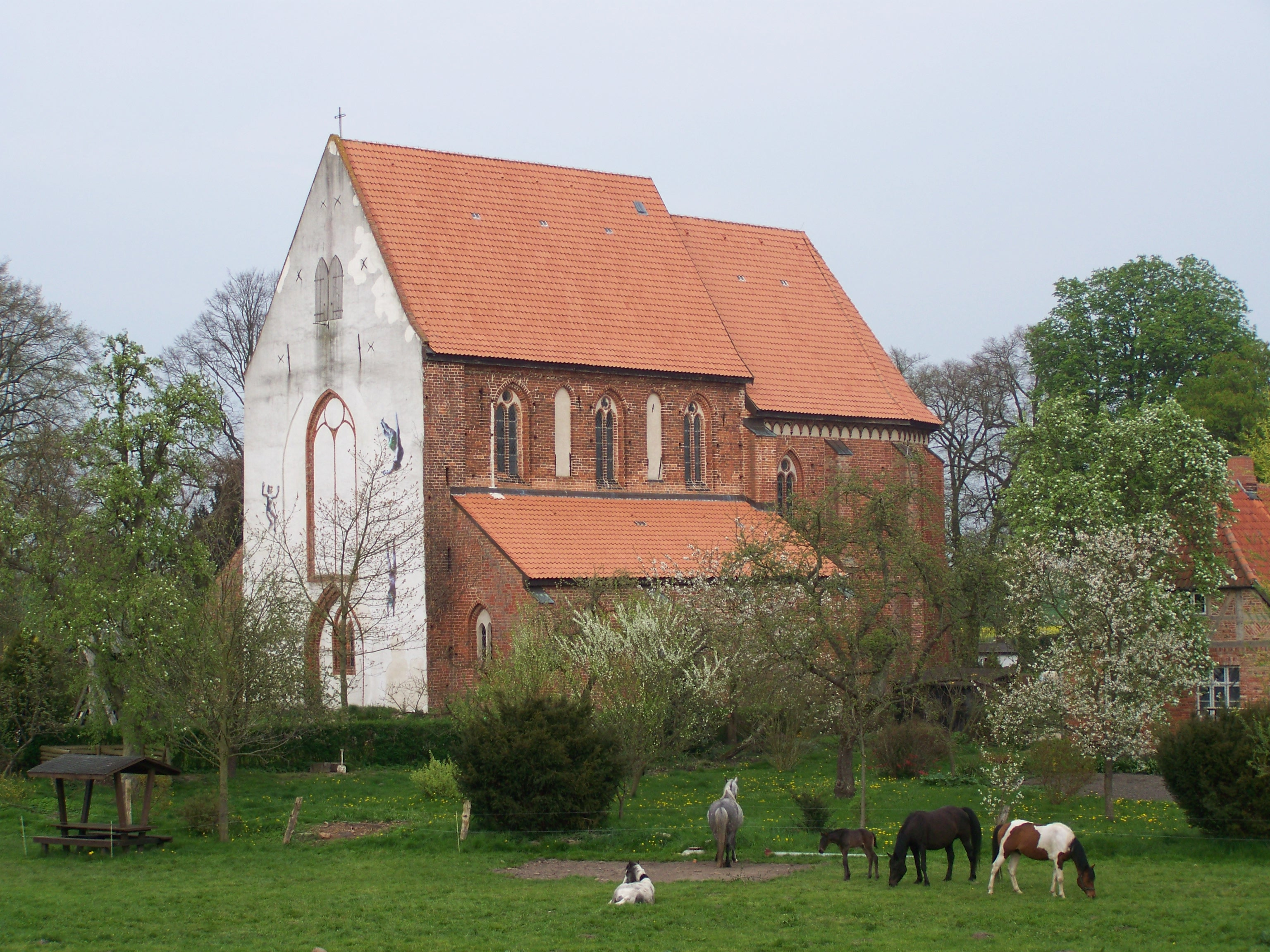
St.-Jürgen-Kirche in Starkow, Giebelansicht

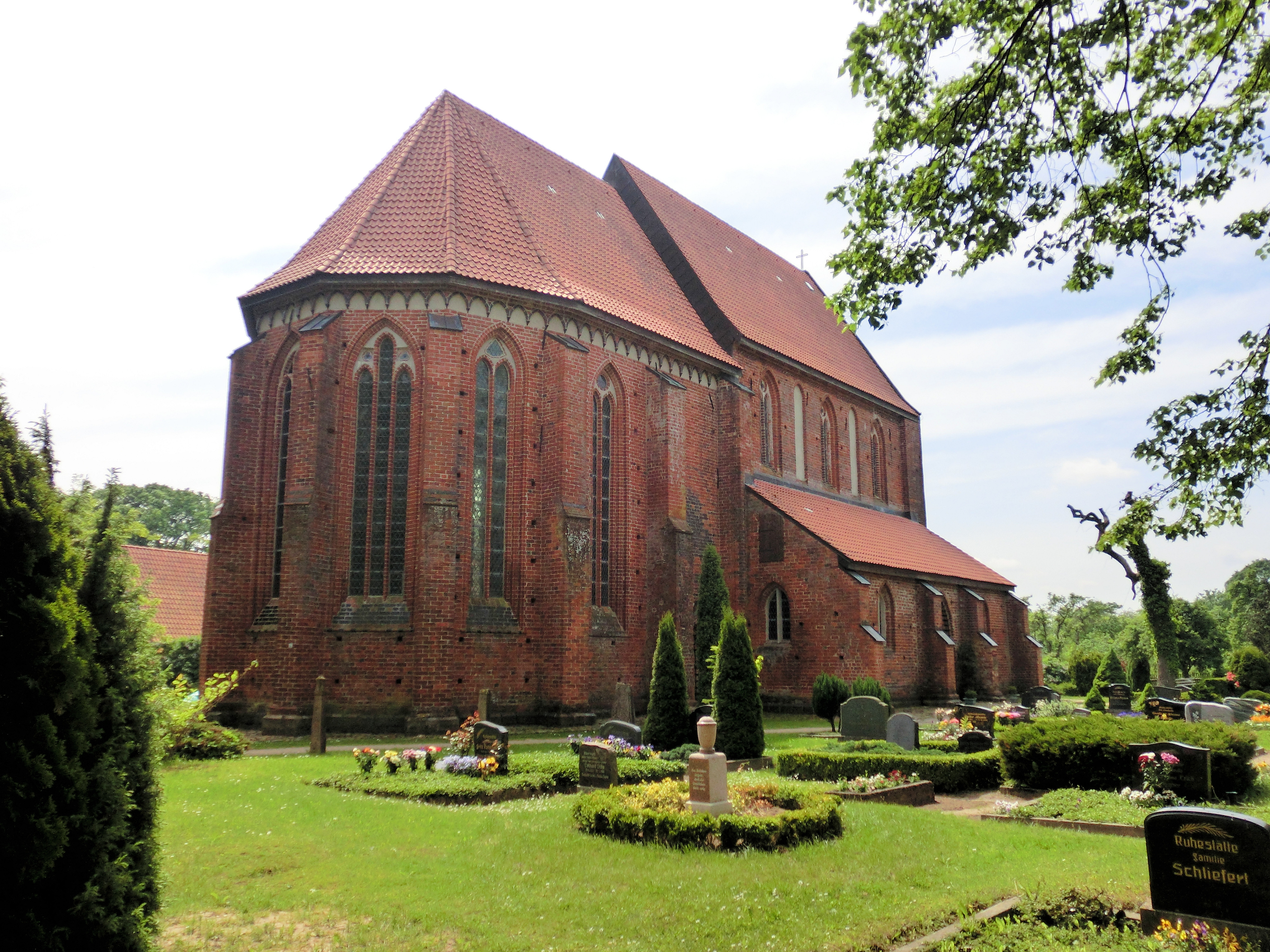
Dorfkirche Starkow, Choransicht

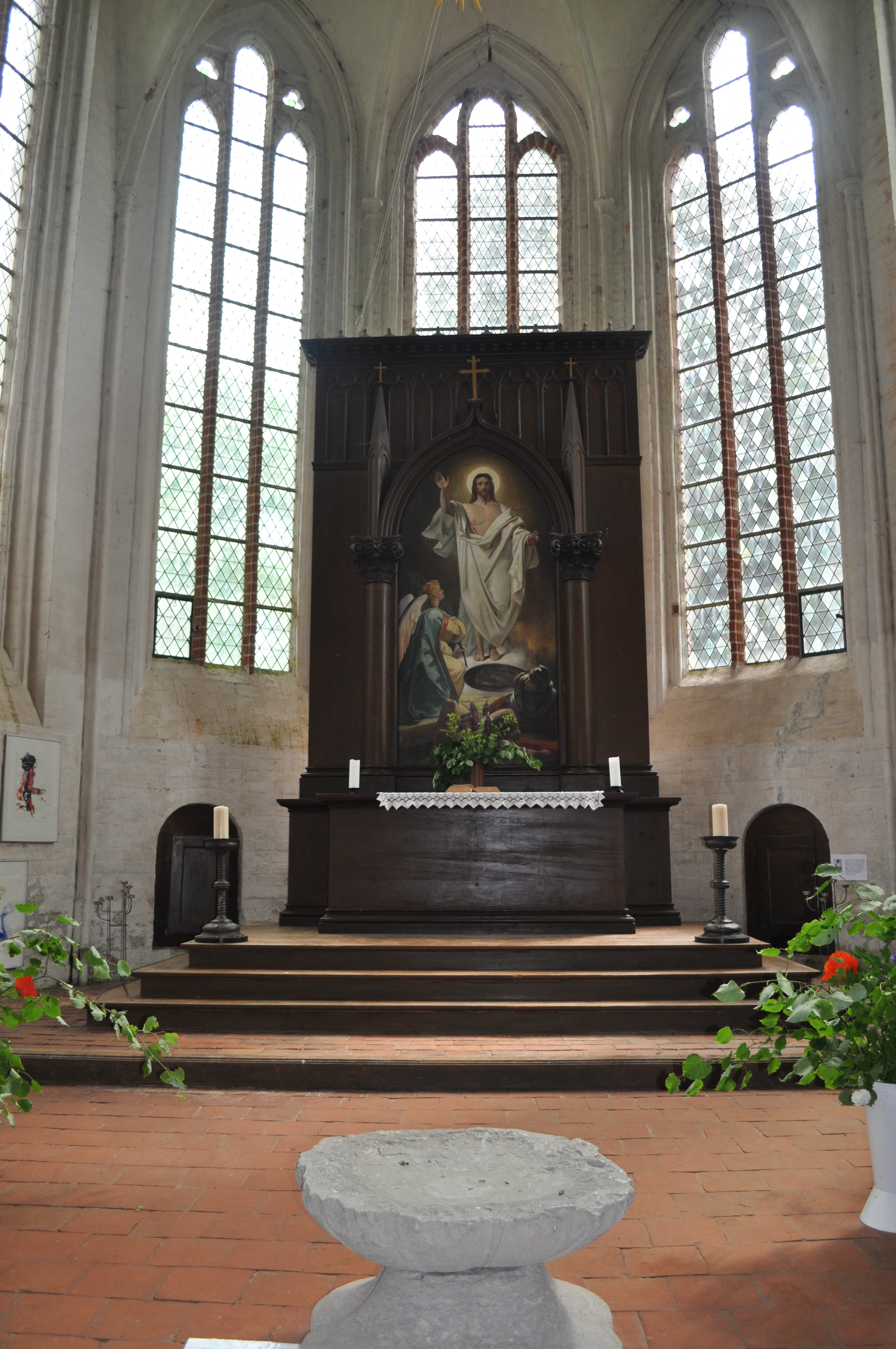
Altarraum

Die St.-Jürgen-Kirche Starkow ist eine aus dem 13. Jahrhundert stammende Dorfkirche im Ortsteil Starkow der vorpommerschen Gemeinde Velgast.

## Geschichte
Baubeginn der Kirche unter dem Patrozinium des Heiligen Georg war in der ersten Hälfte des 13. Jahrhunderts. Etwa bis 1250 wurde das Langhaus errichtet. Um 1300 wurde der Chor mit fünfseitigem Schluss und großen, spitzbogigen Fenstern versehen.
Um 1820 galt die Kirche als stark einsturzgefährdet. Sie wurde jedoch mittels Stützbögen und Ankern gesichert. Dabei wurden aus ästhetischen Gründen verzierte Anker gewählt, die den erforderlichen Zug nicht aufbringen. Daraufhin später auftretende Risse im Gewölbe und in den Wänden wurden verfüllt und eine neue Sicherung mit Ankern geplant. Die Umsetzung des Vorhabens scheitert derzeit an fehlenden finanziellen Mitteln.
Mittels einer Drainage konnte die Senkung des Gemäuers aufgehalten werden.
Die Basilika ist als eine der frühesten Backsteinkirchen Vorpommerns von der Deutschen Stiftung Denkmalschutz als „Bauwerk von Landesbedeutung“ eingestuft.

### Pastoren
(Quellen: Biederstedt 1818 und andere)
- 1367–13?? Symon von Lewin[2]
- (unbekannt)
- Joh. Meyer
- (unbekannt)
- 15?? Johann Wiedemann (evangelisch)
- 15?? Johann Timmermann
- 15??–156? Wolfgang de Heide (auch: Wolfgangus de Heida) (evangelisch), erwähnt 1553 und 1560
- 156?–156? NN Ludolph
- 1566–1604 Johann Max „der Heldenmütige“ (auch: Johannes Maxius), geboren 1519 Kenß (Dorf bei Franzburg), Pastor in Kenß 1551–1565, in Synode Barth 1560, Pastor in Starkow ab 1566 (bis 1569 auch Velgast). Asche begraben vor dem Altar der Kirche, Inschrift: „Disse Stein und Begreffnisse öret Ern Johann Maxen und sinen Erv-en. Anno 1604 den 14 Aprilis is selich entslapen H. Johann Max im Jar 85 sine Olders, und 53 sine predigamtes, sine Frawe Margaretha Campers is selich entslapen anno 1605 den 16. Aprilis eres Olders 76 Iar.“[3]
- 1602–1629 Joachim Schröder, gestorben 1629.[4]
- 1629–1637 weitgehend unbesetzt, Kriegsschäden
- 1634–163? Volkmann „der Sanftmütige“, „der Beharrliche“
- 1637–1657 Hermann Hindersmann[5]
- 1659–1685 Johann Eveler, aus Schlesien
- 1687–1737 Kasper Daniel Luplow, Schwiegersohn von J. Eveler
- 173?–1744 Theodor Nikolaus Volkmann, gestorben 1744
- 1745–1779 Johann Erichson „der Strenge“
- 1780–1804 Georg Christian Scheer, geboren 1749 Leba
- 1805–183? Johann Jakob Nizze, geboren 1766 Güstrow, gestorben 1832 Starkow[6]
- 1830–1852 Gottlieb Palleske
- 1852–1857 A.G.F. Dalmer[7]
- 1857–18xx M.C.W. Hardrat[7] (Amtszeit bis nach 1864)

## Lage
Die Kirche liegt am Ufer der Barthe. Entlang der Nordseite des die Kirche umschließenden Friedhofes erstreckt sich ein denkmalgeschützter Pfarrgarten. Ein Förderverein stellte unter anderem die Blumenpaterre, den Lustgarten sowie den Landschaftsteil mit Streuobstwiese nach historischem Vorbild an „die vielgestaltigen Pastoratsgärten des 18. Jahrhunderts“ wieder her. Auf dem Kirchhof befindet sich ein freistehender Glockenstuhl mit zwei Glocken aus den Jahren 1847 und 1932.

## Äußeres
Die dreischiffige und dreijochige, aus Backstein errichtete Basilika verfügt über eine Gewölbehöhe von 12,58 Metern und ist damit für eine Dorfkirche eines kleinen Ortes ungewöhnlich groß.
Die verputzte Giebelseite der turmlosen Kirche ist mit Mustern verziert. Ein Spitzbogenfries mit unglasierten und glasierten Formziegeln zieht sich unter der Traufe hin.

## Ausstattung
Das älteste Ausstattungsstück ist ein aus skandinavischem Marmor bestehender Taufstein mit romanischen Merkmalen. Die einheitliche neugotische Ausstattung, darunter ein Altaraufbau mit einem Gemälde der Auferstehung Christi, stammt aus der zweiten Hälfte des 19. Jahrhunderts.
Unter dem Innenputz sind Reste von Ausmalungen sichtbar, so eine barocke Christophorus-Darstellung in einer der Nordfensternischen. Dessen Sanierung war in 2008 vorgesehen.

### Orgel
Die außergewöhnlich große Orgel wurde um 1860 vom Stralsunder Orgelbauer Friedrich Albert Mehmel gefertigt. Das sehr grundtönig disponierte Instrument hat 17 Register auf zwei Manualen und Pedal und besitzt einen originalen Goldauftrag des Barther Malers Douzette. Seit etwa 1970 nicht mehr spielbar, wurde sie für 140.000 Euro, darunter Mittel aus dem LEADER4-Fonds der EU, von 2004 bis 2009 restauriert und am 2. Mai 2010 mit einem Konzert offiziell wieder eingeweiht.
| I Hauptwerk C– |                |     |
| 1.             | Bordun         | 16′ |
| 2.             | Principal      | 8′  |
| 3.             | Viola da Gamba | 8′  |
| 4.             | Gedact         | 8′  |
| 5.             | Hohlflöte      | 8′  |
| 6.             | Octave         | 4′  |
| 7.             | Rohrflöte      | 4′  |
| 8.             | Octave         | 2′  |
| 9.             | Mixtur III     |     |

| II Oberwerk C– |                 |    |
| 10.            | Salicional      | 8′ |
| 11.            | Lieblich Gedact | 8′ |
| 12.            | Flöte traverso  | 8′ |
| 13.            | Flöte dolce     | 4′ |

| Pedal C– |              |     |
| 14.      | Subbaß       | 16′ |
| 15.      | Violon       | 16′ |
| 16.      | Principalbaß | 8′  |
| 17.      | Violoncello  | 8′  |

- Koppeln: Manualkoppel, Pedalkoppel

## Gemeinde
Die evangelische Kirchengemeinde Starkow und Velgast gehört seit 2012 zur Propstei Stralsund im Pommerschen Evangelischen Kirchenkreis der Evangelisch-Lutherischen Kirche in Norddeutschland. Vorher gehörte sie zum Kirchenkreis Stralsund der Pommerschen Evangelischen Kirche.